# François-Xavier Cormier
Pour les articles homonymes, voir Cormier (homonymie).
François-Xavier Cormier (né en 1846, mort en 1906) était un prêtre catholique et homme d'affaires canadien.

## Biographie
François-Xavier Cormier est né le 27 février 1846 à l’Anse-des-Cormier, aujourd'hui quartier de Memramcook. Il était le neuvième des 11 enfants de Bénoni Cormier et de Marguerite Cormier. C'était une famille pauvre et il ne fréquentait pas l'école du village. Il se trouvait pourtant parmi les étudiants du Séminaire Saint-Thomas à son ouverture en 1854. Il devint le protégé de son fondateur, le curé François-Xavier-Stanislas Lafrance. En 1859, l'établissement était en difficulté et Lafrance envoya Cormier et deux autres des meilleurs élèves étudier à ses frais au collège de Sainte-Anne-de-la-Pocatière, dans le Bas-Canada. Cormier retourna à Memramcook en 1864 et s'inscrit en belles-lettres au collège Saint-Joseph, fondé la même année par le successeur de Lafrance, l'abbé Camille Lefebvre. Cormier se destinait à l'enseignement mais changea d'idée durant ses études. En 1867, sur les conseils de Lafrance, alors curé de Barachois, on envoya Cormier au séminaire de Saint-Sulpice à Montréal. Cormier fut ordonné prêtre par Mgr John Sweeny le 28 août 1870 à Saint-Jean, devenant ainsi le premier prêtre catholique natif de la paroisse Saint-Thomas de Memramcook.
Il fut d'abord vicaire et desservant de missions à Saint-Jean de 1870 à 1872 et à Fredericton de 1872 à 1876. Il fut ensuite, pendant 18 mois, curé de Saint-Anselme et desservant de la mission de Moncton. Il devint curé de Richibouctou-Village en février 1878 puis curé de Cocagne en octobre 1885. Sa santé se dégradait et il se retira au collège Saint-Joseph en 1894. Malgré son état, Cormier fut affecté l'année suivante à la cure de la nouvelle paroisse de Haute-Aboujagane. Il fut hospitalisé à Montréal en 1906 pour une grave maladie incurable mais choisit de passer les derniers mois de sa vie dans sa paroisse.
François-Xavier Cormier est mort le 4 août 1906 à Haute-Aboujagane, aujourd'hui quartier de Beaubassin-Est.

## Accomplissements
Cormier fut le contemporain, l’ami et le correspondant de personnages comme Philéas-Frédéric Bourgeois, Placide Gaudet, Pierre-Amand Landry, Pascal Poirier et Marcel-François Richard, tous membres d’une élite acadienne instruite, formés pour la plupart au collège Saint-Joseph, et promoteurs du mouvement croissant de nationalisme acadien. Il avait été délégué au Congrès des Canadiens français organisé par la Société Saint-Jean-Baptiste à Québec en juin 1880, et il avait pris part aux travaux du comité réservé aux Acadiens. Les leaders acadiens présents adoptèrent la proposition de Cormier de convoquer une première Convention nationale acadienne à Memramcook au mois de juillet 1881 afin de veiller aux intérêts des Acadiens des provinces Maritimes. Ils se rallièrent aussi à la proposition de Joseph Michaud (1841–1903), appuyée par Cormier, de confier à Landry, à Joseph-Octave Arsenault, à Gilbert-Anselme Girouard et à d’autres la responsabilité de former un comité exécutif chargé d’organiser cette réunion.
Au congrès de Memramcook, on discuta de différents sujets dont l’agriculture, l’éducation, la colonisation, l’émigration et la presse. Cormier fit partie du comité chargé de choisir et d’adopter une fête nationale pour les Acadiens. Il vota, avec la majorité, pour le jour de l’Assomption, le 15 août, plutôt que pour la Saint-Jean-Baptiste, fête nationale des Canadiens français.